# Macaé (tiểu vùng)
Macaé là một tiểu vùng thuộc bang Rio de Janeiro, Brasil. Tiều vùng này có diện tích 2586 km², dân số năm 2007 là 172575 người.